# Castel Nuovo
Castel Nuovo är ett slott i Neapel i Italien. Det var bostad åt kungafamiljen i kungariket Neapel 1279-1503. 
Det uppfördes mellan 1279 och 1282, och byggdes om mellan 1453 och 1479. Det uppfördes när rikets huvudstad flyttades från Palermo på Sicilien till Neapel. Det fungerade som residens åt Neapels kungafamilj fram till att kungariket Neapel annekterades av Spanien år 1503. 
Efter att Neapel annekterades av Spanien användes slottet för militära ändamål. Spaniens vicekungar i Neapel bodde där fram till uppförandet av den första versionen av Palazzo Reale di Napoli 1543. 

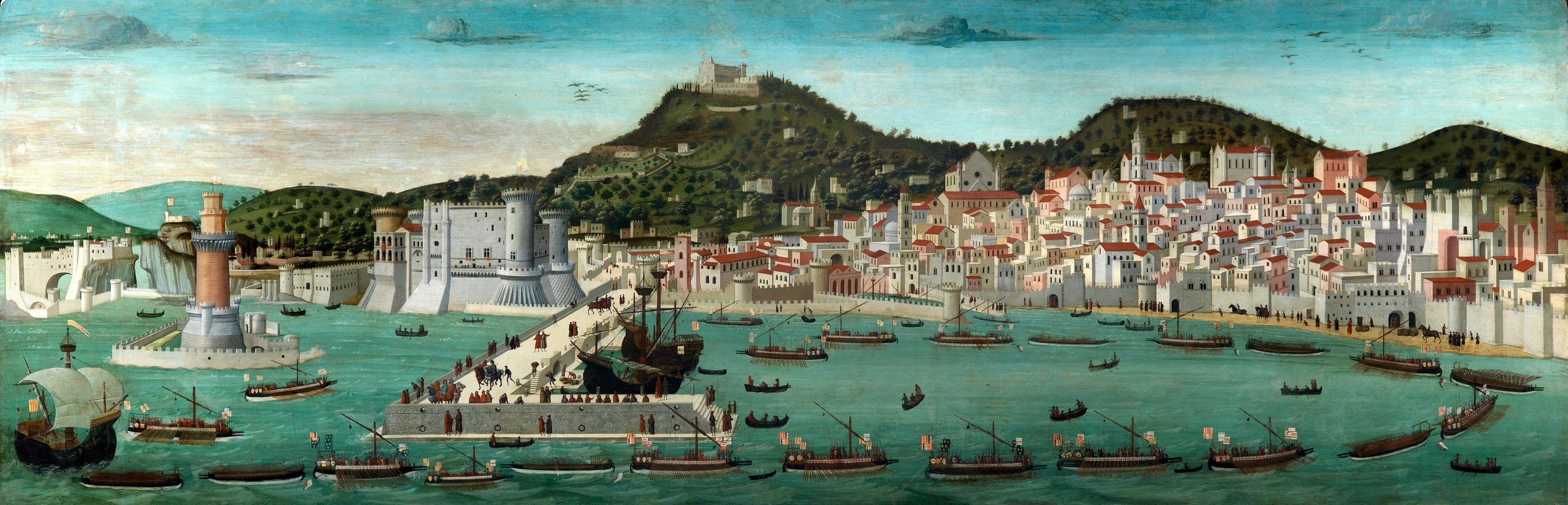
Vy över Neapel.